# Bentley B2
Bentley B2 – samochód sportowy klasy luksusowej produkowany pod brytyjską marką Bentley w 1994 – 1996.

## Historia i opis modelu
Bentley B2 był pierwszym specjalnym projektem brytyjskiej firmy, który zapoczątkował serię powstania kilkunastu unikatowych samochodów zbudowanych na wyłączne zlecenie sułtana Brunei. Hassanal Bolkiah intensywnie rozbudowywał wówczas swoją kilkutysięczną kolekcję samochodów, w której ważną rolę odegrały specjalne modele Bentleya. Pierwsze samochody ukończono i dostarczono w 1994 roku.
B2 powstał jako wspólna inicjatywa Bentleya i włoskiego studia Pininfarina, które odpowiadało za projekt stylistyczny luksusowego kabrioleta z miękkim składanym dachem. Za techniczną bazę odpowiadał Bentley Continental R, na której powstał nowy projekt nadwozia o bardziej awangardowej stylistyce. Charakterystycznymi cechami Bentleya B2 była smuklejsza sylwetka odchodząca od kantów, obłe i podłużne reflektory z ciemnymi wkładami, a także duży chromowany grill.
Poza wariantem z otwieranym dachem, równolegle powstała także odmiana coupé o nazwie Bentley B3. Wyróżniła się ona bardziej urozmaiconym malowaniem nadwozia z większą ilością chromowanych ozdobników, a także regularniej ukształtowanymi reflektorami pozbawionymi wcięć i szerszą, kanciastą atrapą chłodnicy. Tylna część nadwozia była smukła i charakterystycznie upadała ku dołu. Luksusowa, czteromiejscowa kabina pasażerska pokryta została skórą o różnych kolorach w zależności od egzemplarza: czerwonym lub zielonym.
Zarówno do napędu Bentleya B2, jak i B3 wykorzystana została ta sama, oryginalna jednostka napędowa Continentala R pozbawiona specjalnych modyfikacji. 6,75 litrowe V8 rozwijało moc ponad 300 KM i napędzała tylną oś we współpracy z automatyczną skrzynią biegów.

### Sprzedaż
Bentley B2 oraz Bentley B3 wyprodukowane zostały w ściśle ograniczonej serii we włoskich zakładach Pininfariny, po czym wszystkie samochody zostały lotniczo przetransportowane do posiadłości sułtana Brunei w Bandar Seri Begawan. Zarówno B2, jak i B3 powstały w puli po 13 egzemplarzy, kolejno między 1994 i 1996 oraz 1994 i 1995 rokiem. Istnienie obu samochodów udokumentowano tuż przed transportem do monarchy i nie widziano ich więcej po trafieniu do kolekcji samochodów.

### Silnik
- V8 6,75 l